# Jacksoneiland

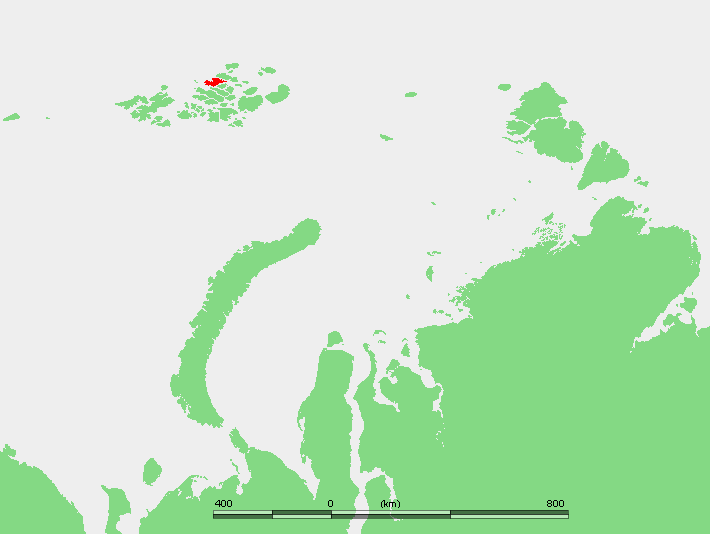
Ligging van Jacksoneiland in de Frans Jozefarchipel

Jacksoneiland (Russisch: Остров Джексона, Ostrov Dzjeksona) is een eiland in de Russische archipel Frans Jozefland en behoort bestuurlijk tot de oblast Archangelsk.
Van oost naar west is het eiland ongeveer 40 km lang, van noord naar zuid ongeveer 30 km. In het noordwesten ligt de De Longbaai die het eiland verdeeld in twee schiereilanden. Het hoogste punt is 481 m.
Het eiland is genoemd naar de Engelsman Frederick Jackson, een poolreiziger die verschillende eilanden in de archipel onderzocht.
Bij Kaap Noorwegen aan de westkant van het eiland overwinterden Fridtjof Nansen en Fredrik Hjalmar Johansen tijdens hun expeditie van 1895-1896 om de noordpool te bereiken. Een hut en een houten post herinneren hier tegenwoordig nog aan.
Alexandraland · Georg-eiland · Graham Belleiland · Hall · Jacksoneiland · Northbrook · Rudolfeiland · Wiener Neustadteiland · Ziegler-eiland